# Jacques Cazotte
Jacques Cazotte (17. října, 1719, Dijon – 25. srpna, 1792, Paříž) byl francouzský spisovatel, považovaný za zakladatele francouzské fantastické literatury.

## Život
Narodil se v Dijonu, v rodině notáře Bernarda Cazotta a Marie Taupinové. Vzdělání získal v jezuitské koleji v rodném městě a roku 1739 složil bakalářskou zkoušku z práv na Dijonské univerzitě. V roce 1740 se přestěhoval do Paříže, kde pokračoval ve studiu práv. Zároveň se zde stal známým pseudoorientálními povídkami a féeriemi, alegoricky zesměšňujícími společnost. Pracoval pro francouzské ministerstvo námořnictví a roku 1747 získal funkci úředníka královské námořní správy na Martiniku. Po návratu do Paříže roku 1760 v hodnosti generálního komisaře se věnoval již pouze své literární činnosti. Žil střídavě v Paříži nebo ve svém venkovském domě nedaleko Épernay. Roku 1768 byl zvolen do Dijonské akademie.
Byl velkým odpůrcem osvícenských filozofů, které ironizoval a parodoval. Jeho fantastické povídky, plné orientální exotiky a rokokové lehkosti, a především román Le Diable amoureux (1772, Zamilovaný ďábel), výrazně podnítily rozmach francouzské fantastické literatury v období romantismu (navázal na něj zejména Charles Nodier). Od přelomu 70. a 80. let byl výrazně ovlivněn iluminismem sekty Martinistů a nakonec se přiklonil k politicko-náboženskému mysticismu.
Za francouzské revoluce, po odhalení dopisů prozrazujících jeho royalistické smýšlení, byl na Place du Carrousel popraven. Jeho poslední slova byla: Zemřu, jak jsem žil, věrný svému Bohu a svému králi.

## Dílo (výběr)
- La patte du chat (1741, Kočičí tlapka)
- Mille et une fadaises (1742, Tisíc a jedno nic), sbírka povídek.
- Observations sur la lettre de Jean-Jacques Rousseau (1753, Poznámky k dopisu Jeana-Jacquesa Rousseaua).
- La Guerre de l'Opéra (1753, Válka o Operu)
- Olivier (1763), heroickokomická báseň napodobující Ariosta.
- Les Sabots (1768), libreto (společně s Michelem-Jeanem Sedainem) ke komické opeře Egidia Romualda Duniho.
- Lord impromptu (1771, Improvizovaný lord), povídka.
- Le Diable amoureux (1772, Zamilovaný ďábel), nejslavnější autorovo dílo, fantastický román.
- Rachel ou la belle juive (1778, Ráchel aneb krásná Židovka).
- Prophetie de Cazotte (1788, Cazottovo proroctví).
- Continuation des Mille et une nuits (1788, Pokračování Tisíce a jedné noci), sbírka povídek a pohádek.

## Filmové adaptace
- Der Klabautermann (1924), německý němý film, režie Paul Merzbach.
- Der verliebte Teufel (1971, Zamilovaný ďábel), západoněmecký televizní film, režie Rainer Wolffhardt.
- König Phantasios (1990), východoněmecký televizní film, režie Karola Hattop.
- Le diable amoureux (1991), francouzský televizní film, režie José Montes-Baquer.

## Česká vydání
- Zamilovaný ďábel, Kamilla Neumannová, Praha 1911, přeložil Karel Adam.
- Zamilovaný ďábel, Antonín Čížek, Praha 1930, přeložil K. Vičar.
- Zamilovaný ďábel, Mladá fronta, Praha 2001, přeložil Petr Turek.